# Millettia ferruginea
Millettia ferruginea là một loài thực vật có hoa trong họ Đậu. Loài này được (Hochst.) Baker miêu tả khoa học đầu tiên.